# Agylla umbrosa
Agylla umbrosa är en fjärilsart som beskrevs av Paul Dognin 1894. Agylla umbrosa ingår i släktet Agylla och familjen björnspinnare. Inga underarter finns listade i Catalogue of Life.